# Cant jezici
Cant jezici izolirana jezična porodica koja obuhvaća tek (1) jezik, englesko-tahićanski ili pitcairn-norfolk (pitcairn english) s otoka Pitcairn i Norfolk kojim se služe Pitkernci, narod nastao od potomaka pobunjenika s brooda Bounty i njihovih pratilaca koje su dovezli sa sobom s otočja Tahiti. Na Pitcairnu ga govori svega 36 osoba (2002), ali i nepoznat broj na Novom Zelandu i Australiji, i 580 na Norfolk Islandu (1989 Holm).

## Vanjske poveznice
- Cant (14th)
- Cant (15th)